# Здравия желаю
«Здра́вия жела́ю!» — русскоязычная вербальная форма воинского приветствия.